# Brassica rapa
A Brassica rapa (Brassica rapa L.) a Brassica nemzetségbe tartozó faj legősibb változata, mely alfajai változatos zöldségfélék, gyom- és haszonnövények.

## Legfontosabb alfajok[1]
- Brassica rapa subsp. campestris – vad-réparepce, vad-káposztarepce
- Brassica rapa subsp. chinensis – bordáskel (bok-choy)
- Brassica rapa subsp. dichotoma – indiai repce
- Brassica rapa subsp. nipposinica – japán kel
- Brassica rapa subsp. oleifera (syn.: Brassica rapa subsp. sylvestris) – réparepce
- Brassica rapa subsp. pekinensis – kínai kel, hosszú kel
- Brassica rapa var. perviridis – japán mustárspenót
- Brassica rapa subsp. rapa – tarlórépa, vajrépa, fehérrépa, kerekrépa
- Brassica rapa subsp. sarson

Az angol Wikipédián a mezei mustárt (field mustard) a Brassica rapa subsp. oleifera (réparepce)[forrás?] szinonimájaként használják. A magyar Wikipédián a vadrepce szinonímaként található.
A réparepce (Brassica rapa subsp. oleifera) nagyon hasonlít a káposztarepcére (Brassica napus), mindkettőből repceolaj készíthető.[forrás?]